# مطار جبل طارق
مطار جبل طارق (بالإنجليزية: Gibraltar Airport)‏ (إياتا:  GIB ، إيكاو:  LXGB) مطار في جبل طارق افتتح عام 1939 في خضم الحرب العالمية الثانية ويقع في قلب جبل طارق حتى إن مدرج الطائرات يتقاطع مع شارع تشرشل للسيارات. تسافر الطائرات منه إلى إسبانيا والمملكة المتحدة ومطار مالطا الدولي حصرا ذهابا وإيابا.

## معرض الصور

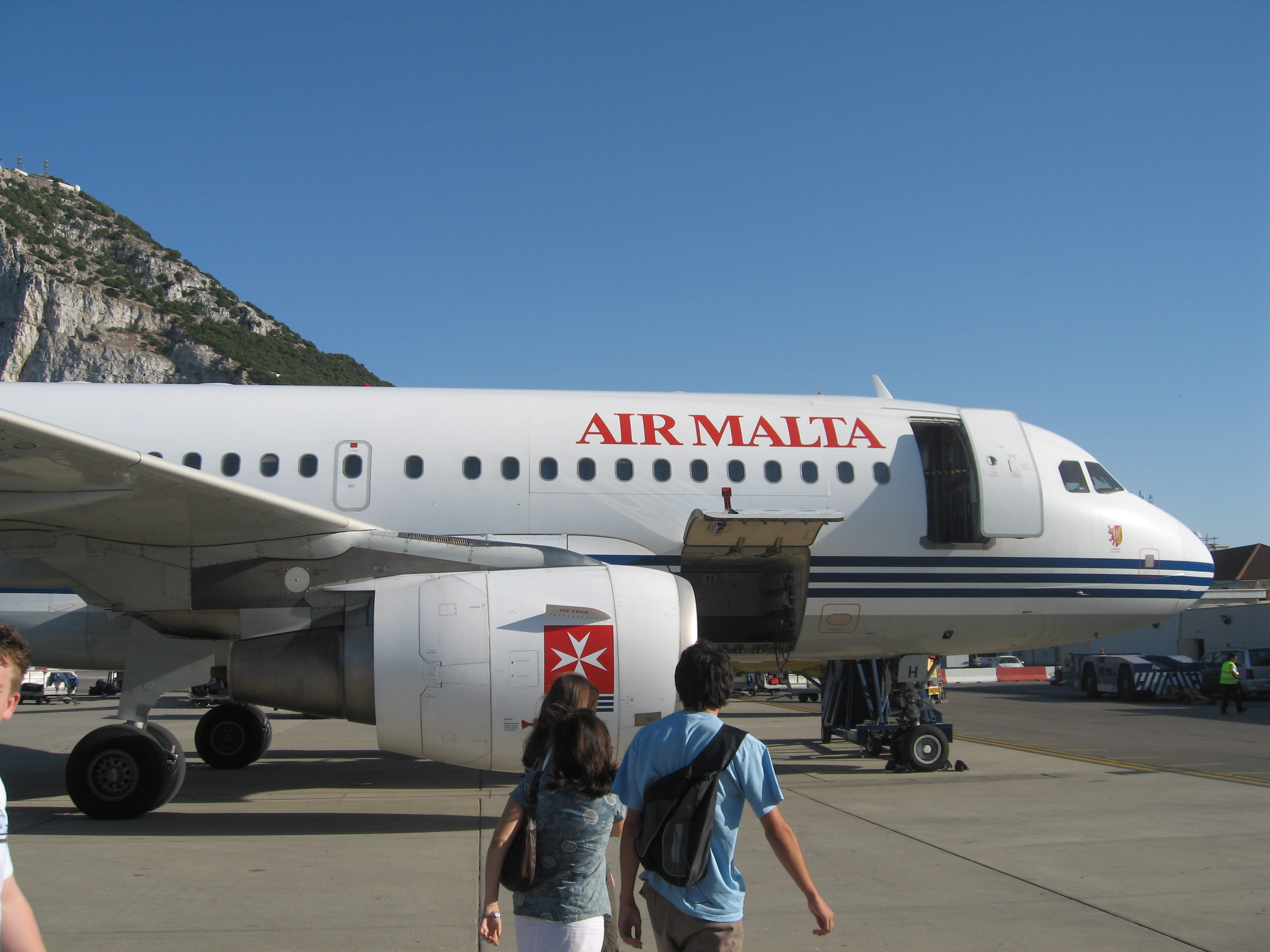
طائرة إيرباص إيه A319 طيران مالطا رابضة في مطار جبل طارق.
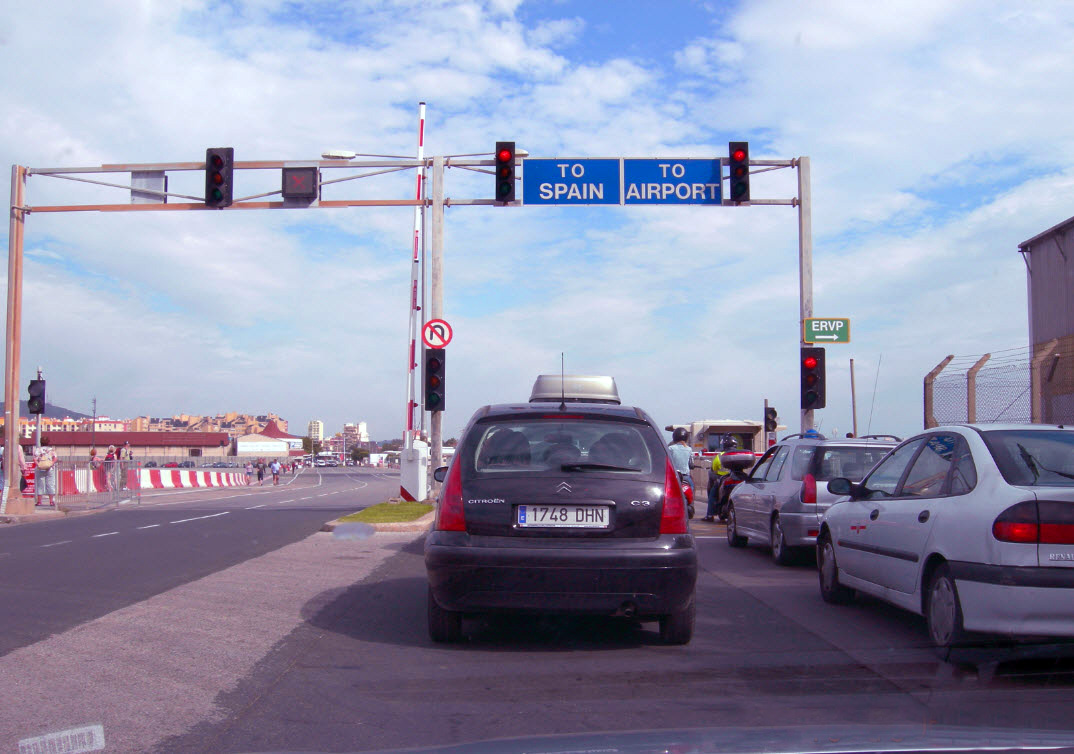
حاجز السلامة لدى تقاطع مدرج المطار مع جادة تشرشل
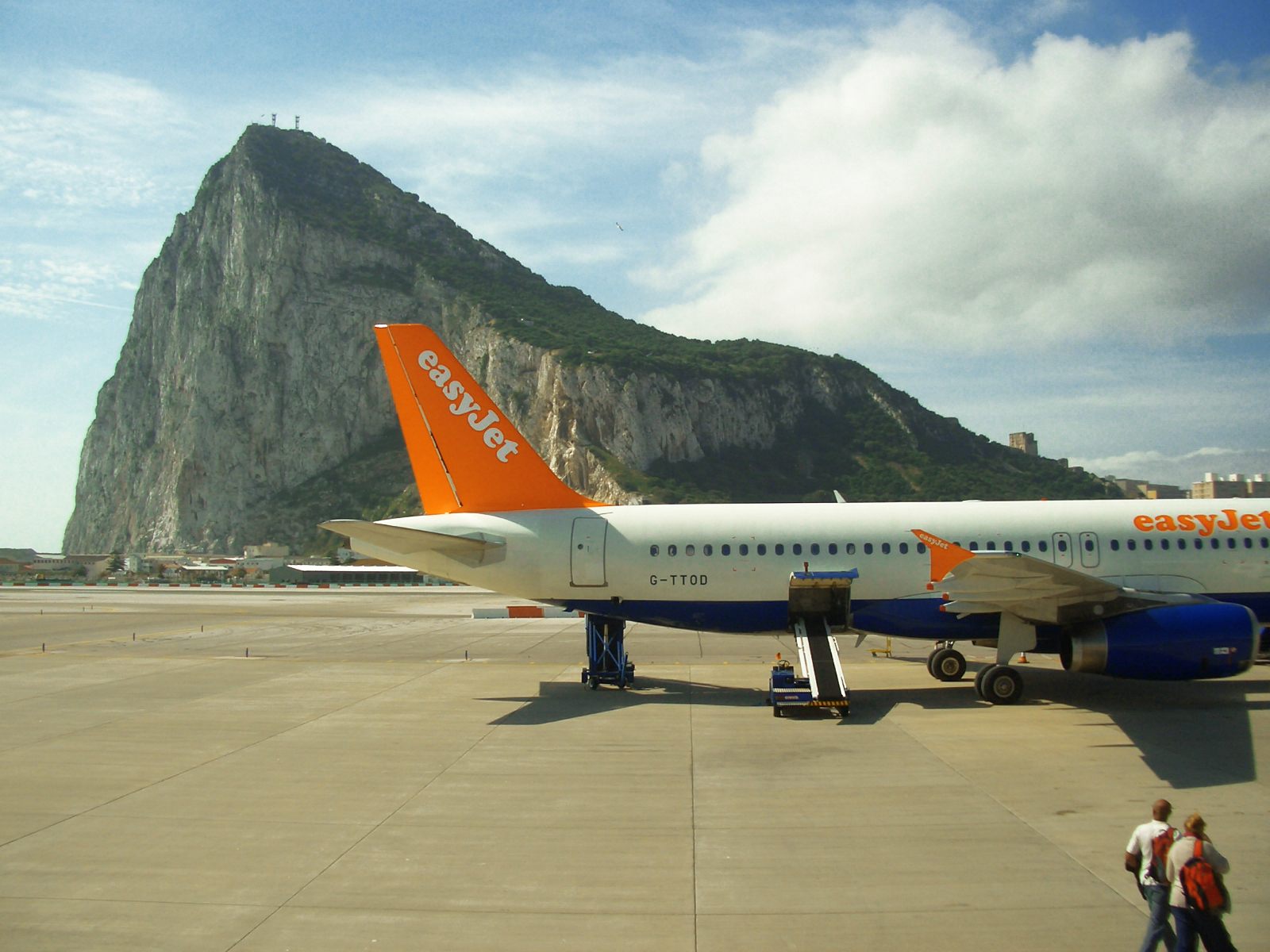
طائرة إيرباص إيه A320 تابعة لـإيزي جيت تربض في المطار.
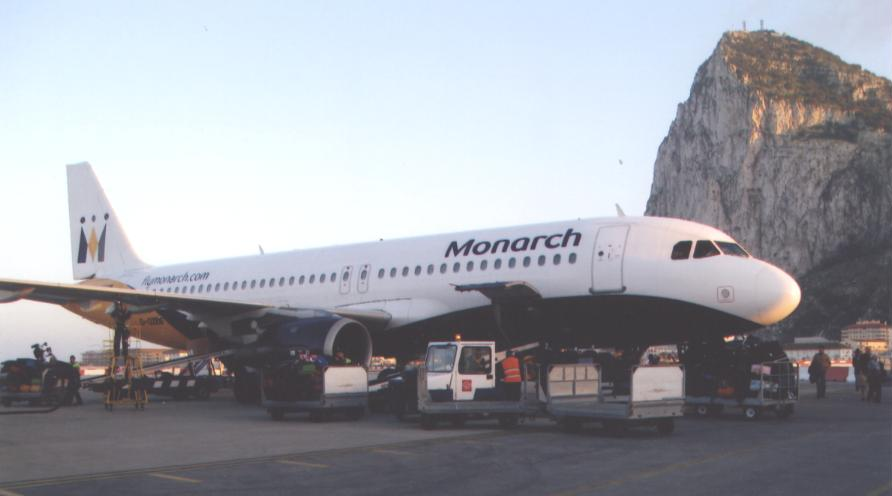
A320 تابعة إلى الخطوط الجوية الملكية في المطار..
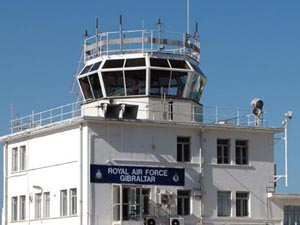
برج مراقبة مطار جبل طارق.
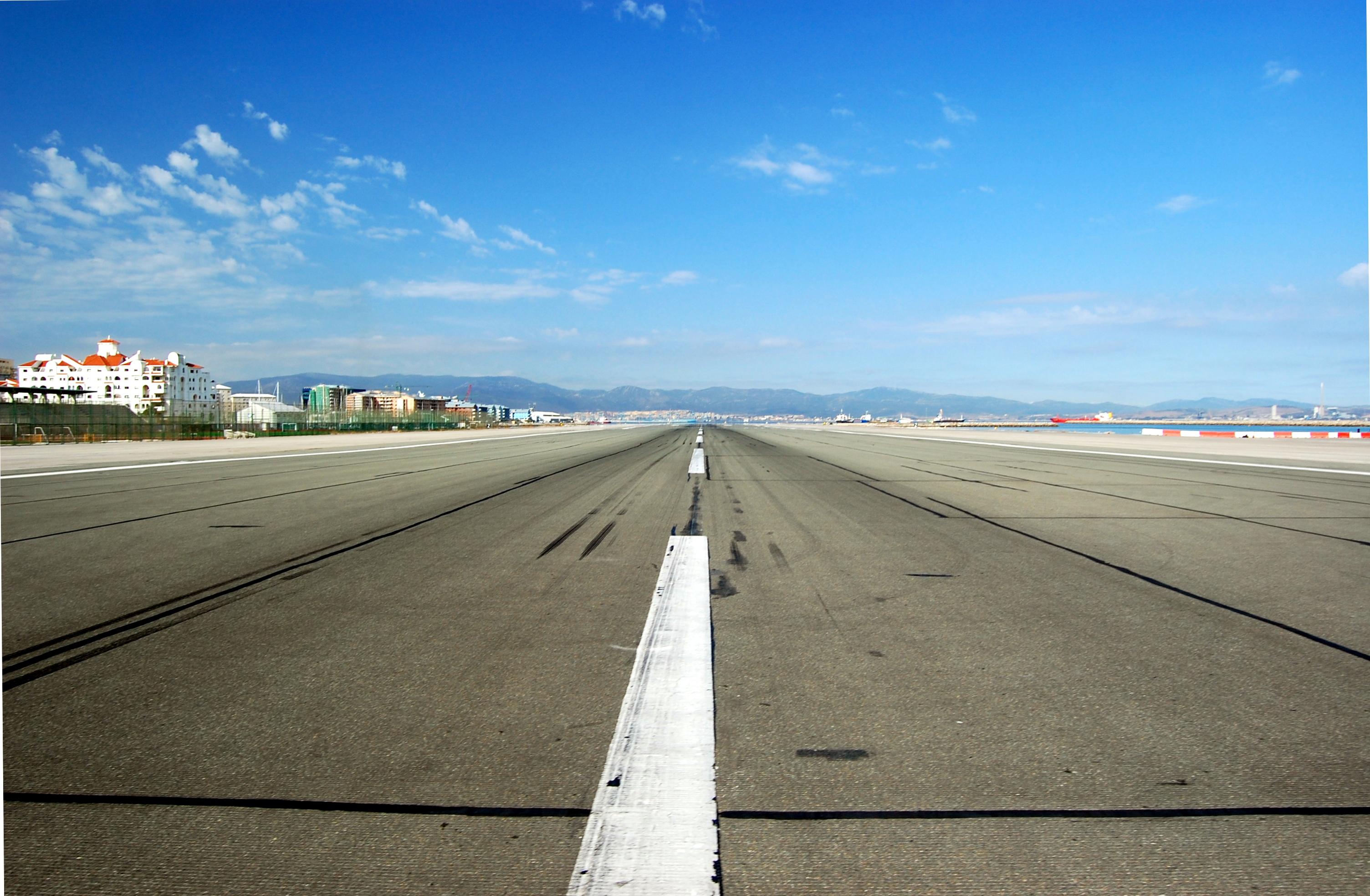
تقاطع مدرج المطار مع جادة تشرشل.